# Mylène Paquette
Pour les articles homonymes, voir Paquette.
Mylène Paquette née le 24 octobre 1978 à Montréal, est une navigatrice québécoise. Elle fut la première personne du continent américain à franchir à la rame en solitaire, l'océan Atlantique Nord, d'ouest en est.

## Biographie
Avant cette grande aventure, Mylène Paquette a été préposée aux bénéficiaires à l’Hôpital Sainte-Justine durant une dizaine d'années. Elle découvre sa passion pour le nautisme après une fin de semaine de voile au lac Champlain avec sa sœur Evelyne.  À la suite de cette première expérience en navigation, Mylène choisi de devenir navigatrice.

## Aventurière

### Préparation

#### Lecture et inspiration
Mylène entame ses lectures sur internet et cherche l'inspiration parmi ses semblables. Elle découvre Moitessier, Mike Birch, Gerry Roufs, ÉricTabarly et le destin tragique de Peter Blake. Mais aussi les navigatrice britanniques Ellen MacArthur, et Dee Caffari qui parcourt le globe en solitaire sur son voilier. Un jour, alors qu'elle surfait sur le web, elle découvre le site d'une personne ayant traversé un océan à la rame. Elle décide d'en faire son projet, soit traverser un océan à la rame en solo. La découverte du site de l'Ocean Rowing Society lui permet d'en apprendre plus sur les aventures transocéaniques à l’aviron. Elle s'émerveille aussi devant le record de ces deux rameurs océaniques, Frank Samuelson et Georges Harbo, qui ont traversé l'Atlantique en 1896.
Lorsqu'elle comprend au fil de ses lectures qu'elle devra descendre sous l'eau pour enlever les anatifes sous la coque du bateau, Mylène est freinée dans son projet, c'est qu'elle fait face à une grande peur; être immergée dans l'eau. Elle repousse donc le projet pendant plusieurs années.
Cynthia Lagacé, une jeune patiente de l’hôpital Sainte-Justine fait comprendre à Mylène lors d'une discussion qu'elle doit surmonter sa peur d'être immergée dans l'eau et ne pas baisser les bras dans les moments difficiles. Après cette discussion, Mylène se lance à fond dans son projet. Et elle annonce, à sa fête de 30 ans, qu'elle veut traverser, seule, l'Atlantique à la rame. Elle qui n’a jamais ramé avant ce jour. Elle commence son entrainement au club d'aviron de l'Université de Montréal le 26 octobre 2008.
En 2009, elle passe deux mois en Angleterre où elle obtient ses certifications : cours de navigation, radiofréquence et survie en mer.

### Expéditions
- 2010 - Traversée de l'Atlantique Sud à la rame en équipe  La rameuse québécoise choisit de traverser le sud de l’Atlantique Nord à la rame en équipage  afin de bien se préparer à une traversée solitaire. Entre le Maroc et la Barbade, 5 autres rameurs (Matt Craughwell, Peter Williams, Pedro Cunha, James Kenwothy, Mike Jones) et elle, réalisent ce défi entre le 12 janvier et le 10 mars 2010. Durant cette première aventure, elle choisit de lever des fonds pour la fondation de l'Hôpital Sainte-Justine de Montréal. L'équipe de 6 rameurs navigue à bord du Sara G[1], seule femme et seule francophone à bord de l’embarcation, Mylène réalise que c'est beaucoup plus un défi social et psychologique qu'un défi physique. Le 10 mars 2010, Mylène Paquette devient la première québécoise à avoir fait la traversée d'un océan à la rame[2].
- 2011 - Montréal à Havre-Aubert à la rame en solitaire  Après cette expérience sur l’océan, Mylène décide de rallier, à la rame, Montréal aux îles de la Madeleine via le fleuve Saint-Laurent. Mylène Paquette traverse en solo le fleuve Saint-Laurent et son golfe du 24 juin au 9 septembre 2011[3],[4]. Tout se passe comme prévu : son arrivée à destination a lieu le 9 septembre 2011 à Havre-Aubert aux Îles-de-la-Madeleine[5]. Elle s'entraîne en même temps pour sa grande aventure sur l'Atlantique Nord. Enfin, sur le Golfe, elle se retrouve seule avec son bateau dans des conditions similaires à celles sur l'océan. Après son exercice sur le Saint-Laurent, elle subit une fracture au bras gauche et à la suite d'une réadaptation difficile, Mylène doit reporter son départ sur l'Atlantique Nord.

- 2012 - Voyage à la voile de Noirmoutier à Quokartok et à Matane  Durant l’été 2012, elle navigue alors à bord d’un voilier entre la France, le Groenland et le Canada durant quelques semaines, question de se familiariser avec ses équipements de communication, mettre en pratique ses entraînements météos et rencontrer l’Atlantique Nord.

- 2013 - Traversée de l'Atlantique Nord en solitaire   Le bateau de Mylène Paquette se nomme le Hermel en l'honneur de Hermel Lavoie, un Rimouskois ayant aidé Mylène à préparer son bateau et supporté la rameuse durant ses années de préparation. Hermel Lavoie l'a aussi aidée pendant toute son aventure. Monsieur Lavoie aidait Mylène sur les plans tactique et technique. Mylène Paquette a été appuyée par une équipe au sol où Hermel Lavoie agissait comme technicien et Michel Meulnet comme routeur météo. Le 26 septembre 2013, (jour 83 de la traversée) Mylène Paquette rencontre le Queen Mary 2. À la suite de l'obtention d'une permission spéciale de la part de la Ocean Rowing Society, le paquebot la ravitaille en lui offrant un nouveau téléphone satellite, des fruits et des légumes frais, ainsi que plusieurs autres cadeaux. Après plusieurs tentatives qui se sont toutes soldées par des échecs, elle réussit à vaincre sa peur de l'eau. Elle plonge sous l'eau pour enlever les anatifes sur la coque de son bateau. Avec les anatifes sur la coque du Hermel, sa vitesse diminue de moitié. Une fois ces visiteurs indésirables partis, Mylène avance beaucoup mieux. Durant les 5 000 km (2 700 milles nautiques) de la traversée, elle connait 10 chavirages, dont 3 fois dans la même journée durant la tempête Humberto, elle traverse aussi la tempête Christian qui a causé des ravages sur l'Europe à l'automne 2013. Son bateau, conçu pour la rame océanique, assure l'auto-redressement immédiat en cas de chavirage. En particulier durant un chavirage, ne s'étant pas attachée, elle heurte violemment le tableau électrique, ce qui lui fait perdre conscience. Vers la fin de la traversée, elle doit diminuer drastiquement sa consommation d'électricité, car elle perd la fonction de son éolienne à la suite d'un chavirage. Son éolienne était sa principale source d'électricité. Le 12 novembre 2013, Mylène Paquette devient la première personne des Amériques à franchir à la rame, l'océan Atlantique Nord , d’ouest en est[6]. Mylène Paquette coupe la ligne d'arrivée sur la longitude de l'île d'Ouessant en France (longitude de -5.06) le 12 novembre 2013, 129 jours, 23 heures et 47 minutes après son départ de Halifax en Nouvelle-Écosse au Canada le 6 juillet 2013[7]. Mylène Paquette est arrivée à la cité de la voile Éric Tabarly, Lorient, France.
- 2016 - Mylène décide de relever un nouveau défi et d’apprivoiser le canot à glace. Anciennement un moyen de transport utilisé sur le Saint-Laurent, le canot à glace est aujourd’hui considéré comme un sport extrême. Elle devient donc membre de l’Association des coureurs de canot à glace[8]. Mylène était capitaine de l’équipe de canot à glace 375[9] crée spécialement pour les festivités entourant le 375e anniversaire de Montréal. Au cours de l’hiver 2017, Mylène et son équipe ont participé à plusieurs courses de canot à glace.

## Coach et mentorat
Mylène s'implique comme mentor et encourage d'autres personnes à se dépasser.
- 2022 - 2023 - À ce titre, elle coach Anabelle Guay qui au nom de la diversité corporelle accomplit La grande traversée; un triathlon revisité. Le défi de 1 250 km s'étend de Sherbrooke jusqu’aux Îles-de-la-Madeleine  et comprend une épreuve de 715 km de vélo suivie de 250 km de marche pour finir avec 250 km de rame.

## Implication sociale
Mylène Paquette est reconnue pour s'impliquer dans des causes qui touchent l'environnement, la recherche contre les cancers pédiatriques et ses implications de sensibilisation à des causes sociales.
- En janvier 2011, elle devient ambassadrice pour la Fondation David Suzuki au Québec[10] dans le cadre du programme « Le Saint-Laurent : Notre fleuve vivant ». Son engagement avec la Fondation se termine en 2015 alors que le programme sur le Saint-Laurent cesse d'exister. David Suzuki est également son parrain[11]. Par son rapprochement avec le célèbre cours d’eau, elle souhaite en connaître davantage sur les écosystèmes du fleuve.
- Depuis 2013, Mylène soutient la Fondation Charles-Bruneau en participant activement au Circuit bleu, un événement qui invite les participants à pagayer seul ou en équipe autour de Montréal et amasser les fonds pour financer la recherche et supporter des projets dédiés à l’hémato-oncologie pédiatrique.
- En 2014, Mylène Paquette participe comme porte-parole aux Journées de la persévérance scolaire et réitère l'expérience en 2023 pour la Montérégie[12] cette fois.
- En 2014, Mylène participe à la campagne Adoptez un béluga[13] au profit de la recherche sur les bélugas du Saint-Laurent sous l'initiative du Groupe de recherche et d’éducation sur les mammifères marins (GREMM) et adopte un béluga.
- On la retrouve sur le jury du Festival des films pour l'environnement de Portneuf (FFPE) de 2014 à 2017.
- De 2017 à 2019, elle endosse le titre de porte parole du Défi canot à glace de Montréal[14].
- En 2018, Mylène s'implique auprès de l'Association zéro déchet[15]; elle est porte parole de la 2e édition du festival zéro déchet[16] ainsi qu'en 2021 à l'occasion de la 5e édition[17].
- En 2021 et 2022, elle milite pour la préservation des aires marines protégées à l'occasion du projet Cap vers 30% de protection du Saint-Laurent en tant qu'ambassadrice pour la Société pour la nature et les parcs - SNAP Québec.
- Depuis 2021, elle contribue aussi à l'insertion sociale et professionnelle dans son rôle d'ambassadrice pour l'OBNL Cap Emploi.
- En 2022, elle prend position et fait valoir le choix de la soloparentalité en en parlant ouvertement avant[18] et après[19] sa grossesse.
- En 2023, elle fait partie de la cohorte de 10 femmes surnommées « Les audacieuses » et participe au défi des têtes rasées de LEUCAN; une autre démonstration de son implication relative aux cancers pédiatriques.

## Conférencière et communicatrice
Depuis son retour sur la terre ferme en 2013, Mylène Paquette donne des conférences en français ou en anglais dans les écoles, et les entreprises au Québec et partout ailleurs. S'appuyant sur son parcours, elle fait des analogies avec les situations en milieu de travail ou dans la vie actuelle et se sert de son humour et de son humilité pour aborder les thèmes comme la persévérance, le dépassement de soi, la posture mentale face à l'adversité ou aux changements, l'anxiété et la créativité.
Mylène est également reconnue comme communicatrice, auteure et inspiratrice.
- 2014 - Mylène Paquette publie Dépasser l'horizon[20] aux éditions La Presse, un récit de sa traversée incluant des photos et des informations inédites. Elle raconte toute la préparation, la traversée et l'après-traversée en 335 pages. Une version augmentée (386 pages) a été éditée en 2018. L'ouvrage a été adapté en version audio[21]. Le livre a été adapté en braille en 2014.
- 2014 - Inspiré de sa traversée à la rame, un radio-théâtre mis en scène par Michel G. Barette est diffusé en direct de la Maison symphonique de Montréal, et sur les ondes de Radio-Canada (ICI Musique)[22] L’Orchestre Symphonique de Montréal sous la baguette de Kent Nagano regroupait, pour l’occasion, 107 musiciens sur scène et des comédiens dans le rôle d’Hermel (Rémy Girard) de Michel (Benoit Brière) et de Mylène (Céline Bonnier).

- 2017 - Mylène a animé l’émission La grande traversée[23] en compagnie de Francis Reddy. Produite par Radio-Canada afin de souligner le 150e anniversaire du Canada. Ce projet est une coproduction des Productions Rivard de Winnipeg et Zone 3 de Montréal.
- 2019 - Mylène co-écrit avec Bryan Perro une pièce de théâtre intitulée « La promesse de la mer » qui reprend les temps forts de sa traversée. C'est l'actrice canadienne Tammy Verge qui incarne le rôle principal.
- 2022 - Mylène performe aux côtés du Quatuor Claudel Canimex dans la composition musicale « L’océan, une femme et sa musique[24] »

Elle est également l'auteure de nombreux textes et chroniques entre 2016 et 2018 dans le magazine Espaces.

## Prix et distinctions
- Le 13 janvier 2014, Mylène Paquette est déclarée « Personnalité de l'année 2013 », par le quotidien La Presse et la Société Radio-Canada,[25].
- Elle reçoit dans la même année le prix Inspiration Nature[26] du Musée canadien de la nature.
- Le 25 novembre 2015, elle est récipiendaire de la Médaille d'honneur de l'Assemblée nationale du Québec[27]
- Le 29 septembre 2015, Mylène Paquette reçoit la Croix du service méritoire de La gouverneure générale du Canada[28]
- En mai 2017, elle est décorée au Consulat de France comme Chevalier de l'Ordre national du Mérite[29].